# Doris Bierett

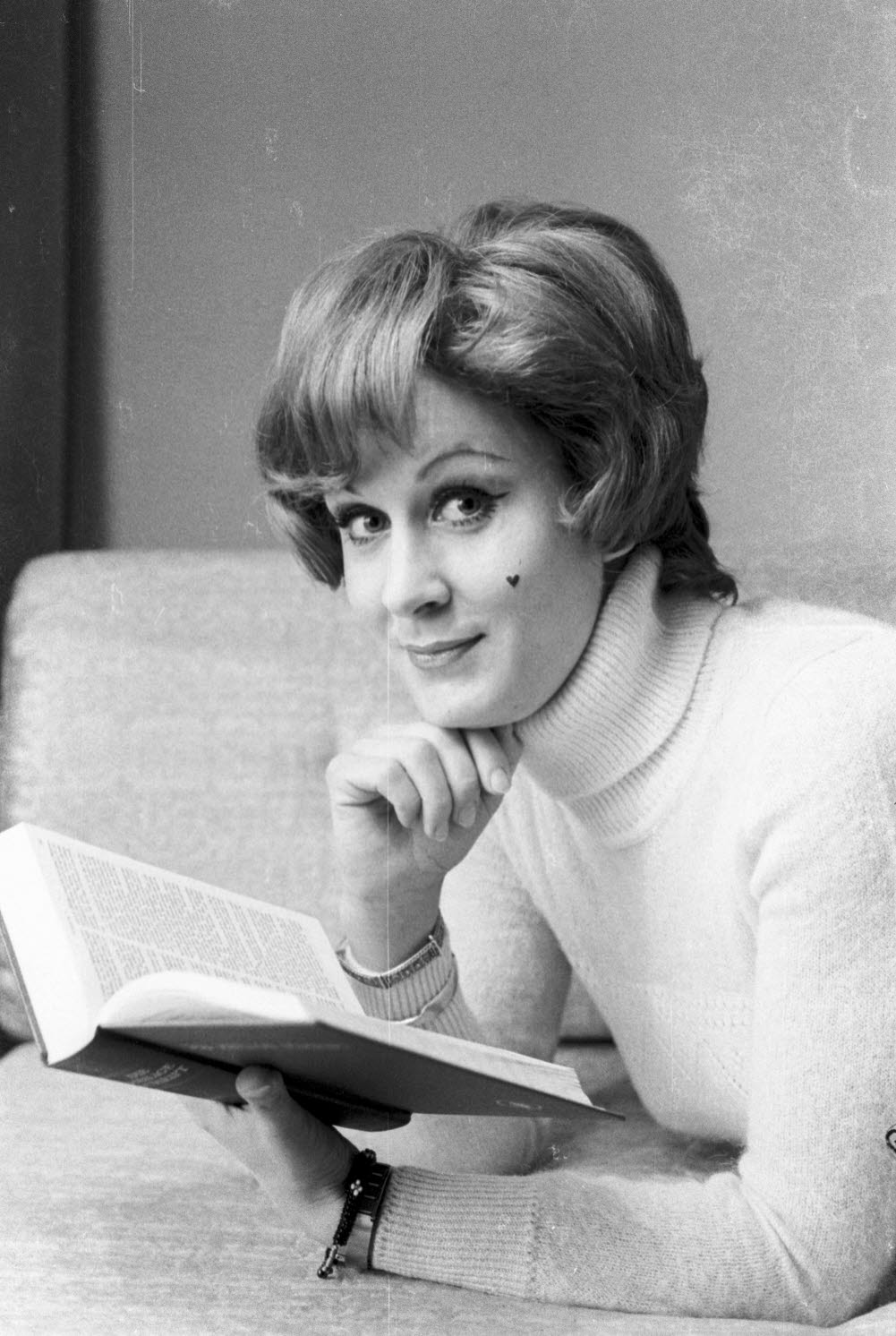
Doris Bierett

Doris Bierett (* 17. Januar 1950) ist eine deutsche Sängerin, Kabarettistin und Schauspielerin.

## Leben
Doris Bierett machte ihre Ausbildung am UFA-Nachwuchsstudio und nach dem Konkurs der UFA an der Max-Reinhardt-Schule für Schauspiel in Berlin.
Ihr erstes Engagement als Schauspielschülerin bekam sie an das Renaissance-Theater Berlin mit einer kleinen Rolle in „Der widerspenstige Heilige“ mit Victor de Kowa. Sie trat noch als Studentin  anlässlich von Chansonabenden in der Jüdischen Gemeinde Berlin auf, begleitet von ihrem Chansonlehrer Conny Dähn, der Begleiter von Greta Kelle, Olga Rinnebach u. a. Aus der Chanson-Klasse heraus engagierte sie Friedrich Hollaender für seine Revue im Berliner Theater „Hoppla auf´s Sofa“, sein Comeback in Berlin nach seiner Emigration. Weiter Mitwirkende: Christiane Maybach, Barbara Eff, Jochen Busse, Harry Wüstenhagen, Rainer Bertram, Harald Sielaff. An 2 Flügeln: Olaf Bienert u. ? LP-Aufnahme. Danach folgte seine Revue „Höchste Eisenbahn“ (FS-Aufzeichnung) mit Peer Augustinski, Beate Hasenau etc. Unter der Regie von Dieter von Wedel spielte sie als Partnerin von Evelyn Mayka die „Mrs Molloy“ in „Die Heiratsvermittlerin“. Mit der „Neuen Berliner Bühne“ unter der Leitung von Konrad Jule Hammer ging sie mehrfach auf Tournee u. a. mit Roberto Blanco. Mus. Ltg. Helmut Timpelan.
Dieter Hallervorden machte sie zum Ensemblemitglied im Kabarett  Die Wühlmäuse. Danach gründeten Volker Ludwig, Siegrid Hackenberg, Alexander Welbat, Dieter Kursawe und Doris Bierett das Reichskabarett. Anschließend wechselte sie nach Stuttgart an das Kabarett „Renitenztheater“, Ltg. Gerhard Woyda.
Engagements an das Grenzlandtheater Aachen folgten:„Die tollen Zwanziger“, „Tanz auf dem Vulkan“, „Bürger Schippel“, „Die respektvolle Dirne“, „Halb auf dem Baum“, „Der Snob“, „Ich steig aus und mach ne eigne Show“, eigener Chanson-Soloabend „Unter der Laterne“. Es holte sie das Schauspiel Köln für die Revue „Tanz auf dem Vulkan“, Regie: Jörg Burth. Den Sprung an das Opernhaus Köln machte sie mit der Anna I in „Die 7 Todsünden“ von Kurt Weill und Bertolt Brecht, Regie Helmut Baumann. Dort engagierte man sie ebenfalls für die „Öffentliche Meinung“/„Orpheus in der Unterwelt“ von Jacques Offenbach, Regie Werner Saladin, die „Bianca“ in „Kiss me Kate“, Regie?
Ihre erste Musical-Hauptrolle: die „Pistache“ in „Can-Can“ /Stadttheater Essen, unter Werner Saladins Regie. Bierett arbeitete weiter als Musicalprotagonistin in EEA „Funny Girl“, Essen UA „Funny Hill“ von Paul Kuhn und Günther Schwenn, Gelsenkirchen, Regie Könemann, EEA „Oh Kay“, Dortmund, EEA „Lady Be Good“, Dortmund und EEA „Finian’s Rainbow“, Kaiserslautern. „Kiss Me, Kate“/Karlsruhe, Kate, „Cabaret“/Hagen, Sally Bowles, Regie Samec, „Sweet Charity“/ Charity, Hagen, „Lächeln einer Sommernacht“(Desiree), Regie Schnabel, Hagen  und „Irma la Douce“,„Irma“/Dortmund.
Von 1993 bis 2006 arbeitete sie als Arbeitsvermittlerin für Musicals bei der Bundesagentur für Arbeit.

## Filmografie (Auswahl)
- 1967: Pension Clausewitz
- 1993: Wir können auch anders ...